# Parafia św. Marcina w Boratynie
Parafia św. Marcina w Boratynie – parafia rzymskokatolicka, znajdująca się w archidiecezji przemyskiej, w dekanacie Pruchnik. 

## Historia
W 1933 roku z inicjatywy ks. Tomasza Murdzy, w Boratynie rozpoczęto budowę murowanego kościoła, który 20 czerwca 1948 roku poświęcono pw. św. Marcina.
3 września 1951 roku dekretem bpa Ignacego Tokarczuka została erygowana ekspozytura, z wydzielonego terytorium parafii Rokietnica.
Na terenie parafii jest 900 wiernych.
Proboszczowie parafii:
1951–1952. ks. Tadeusz Dziadek (ekspozyt),
1952–1966. ks. kan. Wojciech Kociszewski (ekspozyt) (1952–1966),
1966–1970. ks. Stanisław Wojnar (ekspozyt).
1970–2002. ks. kan. Henryk Salach.
2002–2010. ks. Andrzej Gierczak.
2010– nadal ks. Ryszard Śnieżek.